# Myiopardalis
Myiopardalis is een geslacht van insecten uit de familie van de Boorvliegen (Tephritidae), die tot de orde tweevleugeligen (Diptera) behoort.

## Soorten
- M. pardalina (Bigot, 1891)